# Ordem da Estrela da Jordânia
A Ordem da Estrela da Jordânia (em árabe: وسام الكوكب الأردني, translit. Wisam al-Kawkab al-Urduni) ou a Ordem de Hussein ibn Ali (em árabe: وسام الحسين إبن علي, translit. Wisam al-Hussein ibn Ali) é uma condecoração do reino da Jordânia, concedida por mérito militar ou civil.

## História
A Ordem foi criada pelo Rei Abdullah I em 22 de junho de 1949, sendo a primeira ordem indígena jordaniana. Antes desta data o rei Abdullah só havia concedido condecorações estabelecidas por seu pai, o Xarife Hussein. Foi desenhada por Garrard & Co e é inspirada em condecorações concedidas durante o Império Otomano. A classe Grão-Colar foi introduzida por Hussein da Jordânia em 23 de setembro de 1967.

## Agraciamento
É concedido aos membros da família real Haxemita em duas classes (1. Qiladat al-Hussein ibn Ali – Colar: concedido a Chefes de Estado, e 2. Grão-Colar: concedido a consortes de chefes de estado, príncipes e princesas jordanianos e estrangeiros). Estes podem ser concedidos a quem merece. Os agraciados usam os pós-nominais SJ, que são alterados dependendo da classe concedida: GCSJ para Grão-Colar; GOSJ para Grande Oficial; CSJ para Comendador; OSJ para Oficial; e KSJ para Cavaleiro.
Al-Kawkab Al-Urduni é uma transliteração de (الكوكب الأردني), um nome dado a um escudo (troféu) que é dado na Jordânia. Geralmente é outorgado pelo chefe de Estado, o rei Abdullah II, para recompensar realizações extraordinárias, geralmente por oficiais militares e outras autoridades. É dado em uma cerimônia no Dia da Independência da Jordânia, 25 de maio.

## Características
A estrela da ordem tem sete pontas e é feita de prata e esmalte, e é cravejada com sete estrelas douradas na borda do círculo interno. O medalhão central tem inscrições em árabe que se traduzem como: "Ordem da Estrela da Jordânia [Primeira/Segunda/Terceira/Quarta/Quinta Classe] 1366 AH [1949 DC]. A barreta é verde escura com estreitas listras roxas nas bordas.

## Classes
A Ordem da Estrela da Jordânia é dividida em cinco classes:
- Grão-Colar
- Grande Oficial
- Comendador
- Oficial
- Cavaleiro

## Agraciados notáveis 
A Ordem da Estrela é concedida aos membros da família real Haxemita por convenção. Enquanto outros são muitas vezes a realeza de outros Estados, a Ordem da Estrela também é considerada uma condecoração militar, como tal, acredita-se que os militares jordanianos tenham recebido a ordem, no entanto, nenhuma fonte confiável confirma isso.

### Grão-Colar

#### Jordanianos
- Príncipe Ali bin Al-Hussein (anteriormente Grande Oficial)
- Príncipe Faisal bin Al-Hussein (anteriormente Grande Oficial)
- Príncipe Ghazi bin Muhammad (anteriormente Oficial)
- Príncipe Hamzah bin Al-Hussein
- Príncipe Hashim bin Al-Hussein (anteriormente Grande Oficial)
- Príncipe Hassan bin Talal (anteriormente Comandante)
- Príncipe Muhammad bin Talal
- Princesa Alia bint Hussein
- Princesa Noor Hamzah
- Amer Khammash
- Tawfiq Kreishan
- Samir Rifai
- Faisal al-Fayez
- Abdullah Ensur
- Khaled Tukan
- Bisher Al-Khasawneh

#### Estrangeiros
- Margarida II da Dinamarca
- General Muhammad Zia-ul-Haq
- Muhammad Zafarullah Khan
- Rainha Beatriz da Holanda
- Rainha Elizabeth II do Reino Unido
- Príncipe Eduardo, Duque de Kent
- Princesa Astrid da Noruega
- Príncipe Carl Philip da Suécia, Duque de Värmland (2003)
- Princesa Madeleine da Suécia, Duquesa de Hälsingland e Gästrikland (2003)
- Princesa Lilian da Suécia, Duquesa de Halland (2003)
- Infanta Elena, Duquesa de Lugo
- Syedna Mohammed Burhanuddin
- Coronel Timoor Daghistani
- Tenente Coronel Muhammad Iqbal Sarfraz, Comandante do Regimento Antiaéreo 75 Lt (Katiba Mujahid), Exército do Paquistão. Concedido ao regimento em 1971.

### Grande Oficial
- Faisal bin Abdulaziz Al Saud

### Oficial
- Príncipe Asem bin Al Nayef
- Príncipe Rashid bin El Hassan
- Príncipe Talal bin Muhammad

### Cavaleiro
- Hussein, Príncipe Herdeiro da Jordânia